# Reebok
Reebok International Limited, anteriormente Reebok, es una empresa estadounidense de ascendencia inglesa subsidiaria del grupo Authentic Brands Group (ABG), y especializado en zapatillas, ropa, y accesorios deportivos. La sede principal está ubicada en Boston, Massachusetts (Estados Unidos), y cuenta con oficinas regionales en Ámsterdam (para la región EMEA), Montreal, Hong Kong (para Asia Pacífico) y Panamá (para América Latina). El nombre proviene de la palabra afrikáans rhebok, un tipo de antílope africano. La compañía se fundó en 1895 con el nombre Mercury Sports y no fue hasta 1960 cuando adoptó el nombre de Reebok.

## Historia
En 1895, Joseph William Foster, a la edad de 14 años, comenzó a trabajar en su habitación situada por encima de la tienda de dulces de su padre en Bolton, Inglaterra, y diseñó algunas de las primeras zapatillas de deporte con púas. Después de que sus ideas progresaron, fundó su negocio 'JW Foster' en 1900, más tarde se unió a sus hijos y cambió el nombre de la compañía a JW Foster and Sons. Foster abrió una pequeña fábrica llamada Olympic Works, y gradualmente se hizo famosa entre los atletas por sus "bombas para correr". Para ser pioneros en el uso de picos, las bombas revolucionarias de la empresa aparecen en el libro Golden Kicks: The Shoes that changed Sports. Más tarde la compañía comenzó a distribuir zapatos en todo Gran Bretaña que fueron usados por la mayoría de los atletas británicos. Se hicieron famosos por el campeón olímpico de 100 metros Harold Abrahams (que sería inmortalizado en la película ganadora del Oscar Chariots of Fire en los Juegos Olímpicos de verano de 1924 celebrados en París.
En 1958, en Bolton, dos de los nietos del fundador, Joe y Jeff Foster, formaron una compañía llamada Reebok. El nombre lo encontraron en un diccionario sudafricano que había ganado Joe Foster en una carrera cuando era niño. El término se refiere al rhebok gris en idioma afrikáans, un tipo de antílope africano.
En la Feria Internacional de Chicago Sneaker de 1979, un empresario estadounidense, Paul Fireman, se fijó en Reebok. Fireman trabajaba para una tienda de artículos deportivos al aire libre y negoció un acuerdo para licenciar y distribuir la marca Reebok en los Estados Unidos. La división se llamó Reebok USA Ltd. Más tarde ese mismo año, Fireman introdujo tres nuevos zapatos en el mercado a 60 dólares cada par.
En 1981, Reebok alcanzó más de 1,5 millones de dólares en ventas.

### 1980-1990
En 1982, Reebok debutó con el calzado aeróbico Reebok Freestyle, el primer calzado deportivo diseñado para mujeres. El profesional del fitness Gin Miller se convirtió en el rostro de "Step Reebok", la campaña y programa de acondicionamiento físico para aeróbicos de la compañía. Al año siguiente, las ventas de Reebok fueron de 13 millones de dólares.
En 1984, Paul Fireman y su empresa Reebok USA compran la empresa original con sede en Inglaterra a Joseph Wiliam Foster.
Un año después de su adquisición, su nuevo comprador Paul Fireman cambió el nombre de Reebok a Reebok International Limited y se convirtió en una empresa estadounidense. Oficialmente una empresa estadounidense en 1985, Reebok se hizo pública en la Bolsa de Valores de Nueva York bajo el símbolo RBK y pasó a llamarse Reebok International Limited.
La compañía comenzó a expandirse desde el deporte del tenis y los aeróbicos hasta el running y el básquetbol a mediados de la década de 1980, los segmentos más grandes de la industria del calzado deportivo en ese momento. En 1985, Reebok tuvo su oferta pública inicial en la Bolsa de Valores de Nueva York con el símbolo RBK.
En 1986, Reebok cambió su logotipo de la bandera de Gran Bretaña que tenía desde su fundación, al logo de vectores con una línea abstracta de Gran Bretaña en una pista de carreras. El cambio marcó la transición de la compañía en una marca de rendimiento cuando comenzó a negociar acuerdos con atletas profesionales en la NBA y la NFL.
Durante la década de 1980, Reebok comenzó a introducir ropa y accesorios deportivos (además de ingresar a la arena de la universidad / deportes profesionales), junto con una nueva línea de calzado deportivo para niños (llamado 'Weeboks') a fines de 1980. Al final del año, las ventas de Reebok fueron de aproximadamente 1 mil millones de dólares. Uno de la mayoría de tecnologías de firma de la compañía, el Reebok Pump, debutó en 1989 con más de 100 atletas profesionales que llevaba el calzado antes de 1992, incluyendo al famoso jugador de baloncesto Shaquille O'Neal.

### 2000-presente
Reebok contrató a la estadounidense Venus Williams después de ganar títulos individuales en Wimbledon y en los Juegos Olímpicos de verano 2000. En diciembre del año 2000, Reebok firmó un acuerdo de licencia de 10 años con la NFL por los derechos exclusivos para fabricar y vender productos con licencia de la NFL, incluidos uniformes y calzado, para los 32 equipos.
Para el año 2001, Reebok se convirtió en el proveedor exclusivo de indumentaria para los 29 equipos de la NBA, y 16 equipos de la WNBA durante diez años, comenzando en la temporada 2004-2005. El acuerdo también agregó el logotipo del vector Reebok a los uniformes del equipo olímpico de baloncesto de los EE. UU. Más tarde ese mismo año, Jay Margolis fue nombrado presidente y COO de Reebok. Después de lanzar tiendas minoristas en China, Daca, Londres, Los Ángeles, Nueva York, Filadelfia y Tokio, Margolis renunció en octubre del año 2004. Fireman asumió como presidente después de firmar un nuevo acuerdo de empleo a largo plazo con la junta directiva de Reebok. En octubre de 2006, Reebok saca su primer modelo de la línea Reebok I am what I am.[cita requerida]
Reebok adquirió el patrocinador oficial de la Liga Nacional de Hockey en 2004. La compañía comenzó a fabricar equipos de hockey sobre hielo bajo las marcas CCM y Reebok. Reebok más tarde eliminó el nombre de CCM en jerséis auténticos y de réplica de la Liga Nacional de Hockey, utilizando el logotipo de Reebok a partir del año 2005. CCM se convirtió en Reebok-CCM Hockey en 2007. Reebok trasladó la mayoría de sus líneas de equipos de hockey a CCM después del 2015.
Desde 2002 hasta 2012, la empresa manejaba exclusivamente los derechos de fabricar y comercializar los uniformes de la NFL.[cita requerida] Es proveedora de la Canadian Football League desde 2004 y la Major League Baseball.[cita requerida] Desde julio de 2015, fabrica los uniformes de la Ultimate Fighting Championship (UFC).[cita requerida] En el circuito de tenis profesional, algunos jugadores utilizan esta marca en todos sus partidos, entre estos jugadores se encuentran los peruanos Luis Horna y Frank Zapa y el español Nicolás Almagro.[cita requerida]

### Adquisición por parte de Adidas
En agosto de 2005, Adidas adquirió Reebok como una subsidiaria, uniendo dos de las compañías más grandes de equipamiento deportivo, pero manteniendo operaciones bajo sus marcas separadas. Adidas adquirió todas las acciones excepcionales de Reebok y completó el trato valorado en 3100 millones de euros. Tras la adquisición, Adidas reemplazó a Reebok como el proveedor oficial de uniformes y prendas de vestir para la NBA en 2006 con un acuerdo de 11 años que incluye la WNBA y camisetas de réplica y equipo de calentamiento.

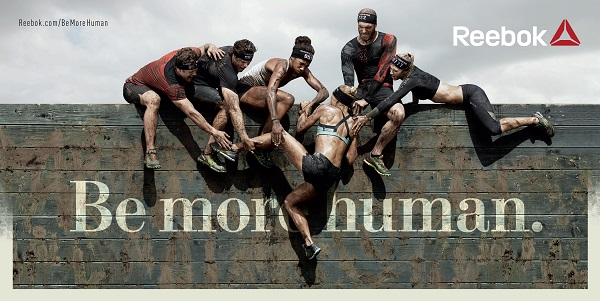
Anuncio por parte de Reebok promocionando su campaña publicitaria "Be More Human" poniendo como tema central la práctica del fitness.

Reebok nombró a Paul Harrington presidente y CEO de la compañía en enero de 2006, en reemplazo de Paul Fireman, que fue presidente interino desde el año 2004. Harrington se unió a la compañía en 1994 y fue vicepresidente sénior de operaciones globales y jefe de la cadena de suministro de Reebok.
En 2010, Reebok anunció una asociación con CrossFit, una empresa de fitness y deporte competitivo, que incluye el patrocinio de los CrossFit Games, la apertura de los estudios CrossFit y la introducción de una línea de calzado y vestimenta de marca compartida para otoño de 2011. En 2011, Reebok debutó el símbolo CrossFit delta en la línea de ropa de fitness de la marca. Alrededor de ese tiempo, Reebok comenzó a perder sus contratos para fabricar uniformes y vestimenta deportiva para ligas deportivas profesionales y equipos universitarios, y comenzó a reposicionarse como una marca principalmente orientada hacia el fitness, tal como lo había sido durante los años ochenta y principios de los noventa.
En 2013, Reebok anunció otra asociación de acondicionamiento físico con Les Mills, un programa grupal de entrenamiento físico y de equipo en ochenta países en más de 15.000 estudios. El acuerdo incluyó la integración de calzado y ropa de Reebok en los programas de acondicionamiento físico y marketing de medios de Les Mills. En julio de 2013, el letrero del delta rojo comenzó a aparecer en todas las colecciones de fitness de Reebok. La marca anunció que se estaba retirando progresivamente del logotipo del vector y reemplazándolo con el signo delta, convirtiéndolo en el segundo cambio de logotipo de la empresa en más de 120 años. El símbolo delta representa los tres pilares del autocambio positivo, incluidos los mentales, físicos y sociales, Reebok aumentó su presencia en la industria del fitness con yoga, danza, aeróbicos y crossfit.

### 2021: Compra por Authentic Brands Group (ABG)
En 2021, la empresa americana Authentic Brands Group llegó a un acuerdo con Adidas por la compra de Reebok por 2.100 millones de dólares. El motivo de tal venta se debe a que en el 2006, cuando Adidas adquirió a Reebook, la primera en mención no tenía mucha participación en el mercado estadounidense, motivo por el cual decidió comprar a Reebok que estaba mejor posicionado en el mercado estadounidense y que además tenía los derechos de vestimenta y auspicios de la NBA.
Durante los siguientes años, Adidas fue reemplazando la marca de Reebok de la NBA para posicionar su propia marca 'Adidas' y lograr posicionarse mejor en el mercado estadounidense para competir mejor a Nike, por lo cual, la venta de Reebok es entendible para Adidas, ya que no hay más utilidad para conservar la marca.
Se espera que con los nuevos dueños, Reebok recupere el terreno perdido durante los años que fue subsidiaria del gigante alemán Adidas.

## Reebok Classic
Reebok Classic es una línea de indumentaria deportiva que se introdujo en el mercado a mediados de la década de 1980 con la propuesta de un tipo de calzado deportivo destinado especialmente hacia las mujeres a practicar y participar en los deportes, sobre todo los ejercicios del tipo aeróbicos que en la década de los 80 fueron muy populares. En 1982 Reebok lanzó al mercado el modelo de zapatillas Reebok Freestyle convirtiéndose en uno de los primeros fabricantes de calzado deportivo diseñado para mujeres, a pesar de que también se volvió bastante popular entre los hombres. El zapato fue hecho para acomodar ejercicios aeróbicos y fue lanzado durante el apogeo de la locura aeróbica de la década de 1980. Tras su debut y el éxito de su modelo Freestyle, Reebok comenzó a patrocinar clínicas y programas de entrenamiento durante los años ochenta y noventa. Los zapatos se podían ver en los entrenadores de los videos y clases de entrenamiento de Jane Fonda, y la rutina de ejercicios Step Reebok que se lanzó en 1989. El Freestyle de Reebok se convirtió en todo un icono de la moda 1980 con versiones Corte Alto (Botin) (incluyendo dos correas de velcro en la parte superior) y los colores como blanco, negro, rojo, amarillo y azul. Reebok sigue produciendo el Freestyle en la actualidad, ya que es popular entre los porristas, baile aeróbico, el gimnasio, y el público en general.

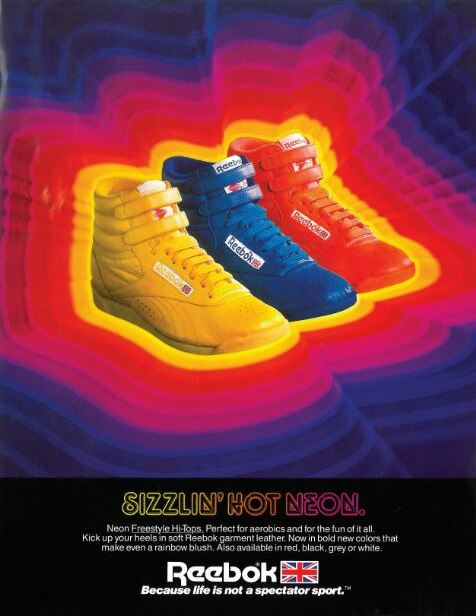
Anuncio del modelo de calzado Freestyle Hi en el año 1985.

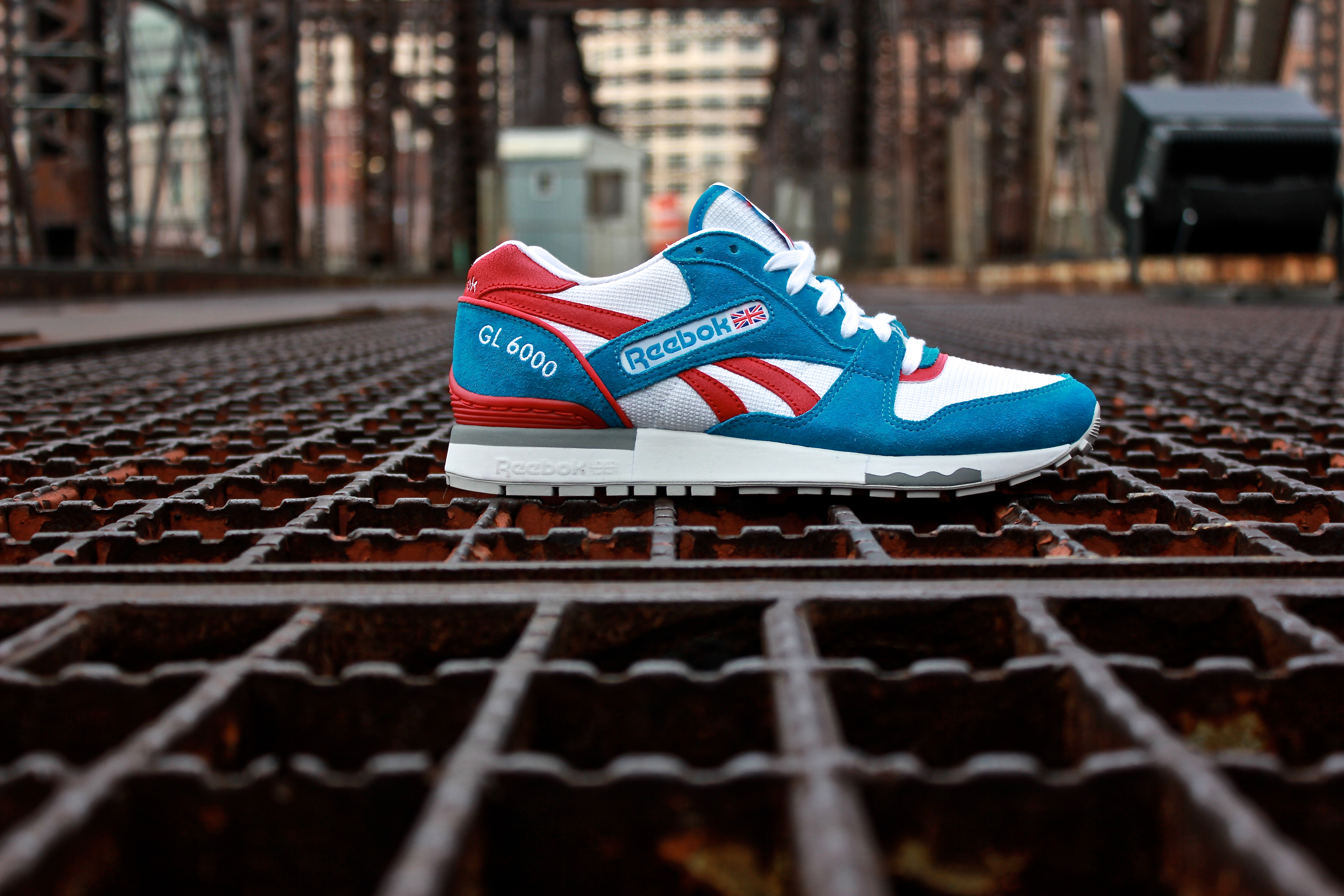
Las Reebok modelo GL 6000.

En 1983, las ventas de Reebok fueron de más de 13 millones de dólares, que representaron la mitad de las ventas totales de la compañía y que al año siguiente concluyeron con 66 millones de dólares en ventas. Ese mismo año (1983), Reebok lanzó el Classic Leather, un calzado destinado para corredores. Reebok Classic ganó popularidad como ropa casual debido a su diseño simple en comparación con los diseños técnicos de calzado para correr que siguieron al lanzamiento de Classic Leather. Se creó un anuncio impreso que muestra una pareja en una motocicleta con el letrero "Has llegado" para el zapato. Ese año también se lanzaron modelos como el Newport Classic (NPC) y Ex-O-Fit. El Ex-O-Fit era similar al Freestyle, pero diseñado para hombres que se produjo en versiones de corte bajo (zapatos) y corte alto (Botines), sin embargo, a diferencia del Freestyle Hi-Top con dos correas de cierre de velcro, el Ex-O-Fit solo tenía una correa. Uno de los diseñadores de este calzado principios de los fundadores fue el hijo de David Foster. En 1985, el entrenamiento se lanzó como un zapato de entrenamiento cruzado. El aspecto simple del zapato lo hizo popular junto con la ropa casual. 

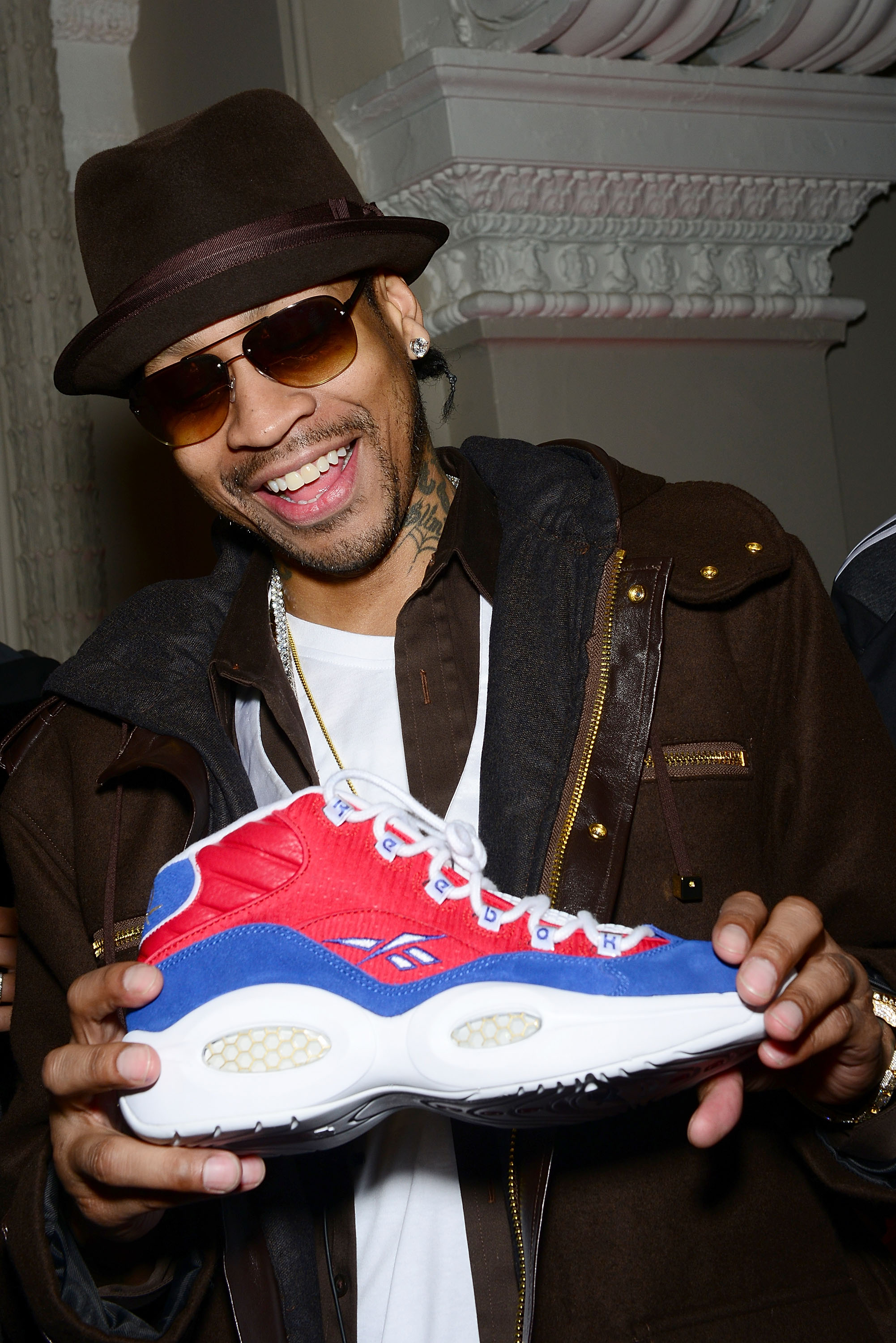
Allen Iverson exhibiendo el modelo de zapatillas Reebok Question Mid.

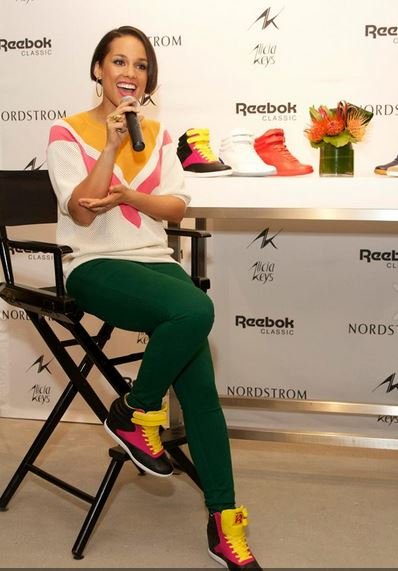
La cantante estadounidense Alicia Keys ha colaborado diseñando algunos productos de la marca Reebok Classic.

El éxito de su modelo Freestyle y la moda del calzado deportivo de finales de la década de 1980 vio una nueva competencia por parte de Avia, LA Gear y Nike. Muchos competidores, como LA Gear y otros minoristas como Fayva, tenían modelos que se parecían a los de Freestyle high-top pero con cierres de velcro.

### Funcionamiento retro
Reebok Classic estableció la línea Retro Running para reintroducir estilos de zapatos populares del pasado. El modelo GL 6000 era un calzado liviano de running y entrenamiento creado para proporcionar la máxima estabilidad. El zapato fue lanzado por primera vez en 1986 y ha sido reeditado para honrar la historia del zapato e ilustrar su atractivo atemporal. [ En 1990, se lanzó el Ventilator, una zapatilla deportiva liviana y flexible. La versatilidad del modelo Ventilador lo hizo popular. Reebok Classic más tarde volvió a lanzar los paquetes de edición limitada del modelo Ventilator "Tonal Ballistic" y "Heritage" en el año 2014. El DMX Run se lanzó en 1997. El zapato debutó con la tecnología DMX de Reebok, un sistema en el que el aire corre a través de las cápsulas conectadas y libera energía. DMX fue utilizado más tarde en el segundo zapato de Allen Iverson. Reebok Classic volvió a lanzar el zapato por primera vez en octubre del año 2012.

### Baloncesto Retro
La Bomba Reebok (Reebook PUMP) se introdujo como una zapatilla de baloncesto en el año 1989. Fue la primera zapatilla con un mecanismo de inflado interno diseñado para proporcionar un ajuste personalizado. Durante un período de cuatro años, el zapato vendió más de 20 millones de pares en todo el mundo. En 1992, Shaq Attaq fue lanzado durante la temporada de la NBA. Fue el primer zapato exclusivo de Shaquille O'Neal y el primer zapato oficial para un atleta de Reebok. El zapato ganó popularidad porque apareció en las tarjetas de baloncesto, videojuegos, anuncios de Pepsi y películas. La versión retro de Shaq Attaq fue lanzada en abril de 2013. El Reebok Kamikaze, la línea distintiva de Shawn Kemp, se lanzó en 1995. Ese año, se lanzó el Shaqnosis. El calzado fue usado por el actor estadounidense Will Smith en la película Hombres de negro. En 1996, se lanzó Reebok Question Mid, el zapato de la firma de Allen Iverson. El zapato se hizo popular porque era limpio y ponible. La base de seguidores de Iverson también se atribuyó a la popularidad de Reebok Question Mid.

### InstaPump Fury
El modelo InstaPump Fury fue lanzado en 1994. El zapato era sin cordones y presentaba la tecnología de bombeo Reebok, una entresuela reducida, amortiguación Hexalite y una parte superior totalmente sintética. Ese año, Steven Tyler usó el zapato durante una actuación en los MTV Video Music Awards de 1994. El zapato fue incluido en el Design Museum de Londres. Ha recibido numerosos relanzamientos y nuevos colores.

### Reebok Classic en la cultura popular
En 1985, la actriz Cybill Shepherd lució un par naranja brillante del modelo de zapatillas Reebok Freestyles, con un vestido negro sin tirantes durante los Premios Emmy de 1985. Algunas mujeres que poseían más de un color de Freestyles usaban dos zapatos de diferentes colores combinados, como blanco y negro o rojo y amarillo. Esta tendencia se produjo en la época en que el personaje principal de la serie de televisión "Punky Brewster" popularizó este tipo de estilo. El cantante Mick Jagger de los Rolling Stones, llevaba un par de zapatillas del modelo Freestyle en su vídeo " Dancin 'in the Street " con David Bowie en 1985. También Iggy Azalea y sus bailarinas de respaldo presentaron Fancy Beg for It utilizando el modelo de zapatillas Reebok Freestyle durante los American Music Awards el 23 de noviembre de 2014.
Alicia Keys, Kendrick Lamar, 50 Cent, Jay-Z, Travis Scott y Kid Ink han colaborado con Reebok Classic. Según los informes, Berten Peremans fue la primera en llevar los clásicos de Reebok. Swizz Beatz, un artista y productor de grabación de hip-hop, es el director creativo de Reebok Classic. En septiembre del año 2011, Alicia Keys lanzó su colección Reebok Classic X Alicia Keys un modelo de zapatillas que ella misma reelaboró tomando como referencia al clásico modelo Freestyle producido por Reebok en la década de 1980.
En el año 2015 el rapero estadounidense Kendrick Lamar en alianza con Reebok Classic lanzó al mercado unas zapatillas llamadas Reebok Classic x Kendrick Lamar Ventilator con la finalidad de enviar un mensaje de paz para las pandillas enemigas de los Crips y los Bloods presentes en su diseño que incluían el color "Rojo" y el "Azul" bordados en su parte trasera junto con el nombre del rapero en la lengüeta exterior y la palabra "Neutral" en su interior. Ambos colores representaban a cada una de las bandas enemigas, el color rojo caracteriza a la banda de los Bloods mientras que el azul representa a los Crips. El diseño de las zapatillas estuvo basado en el famoso modelo Ventilator de Reebok.

## Logotipos
Inspirado en un antílope africano llamado rhebok, el logo representa un antílope simplificado llamado "vector". La marca también simplificó el nombre a Reebok. Le gusto también el sonido de la palabra que esta pasó a ser el nuevo nombre de la compañía.

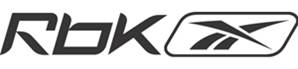
2002-2006
2009-2012
2014-2019
2019–2022
2022–presente